# اسماعیل یاکوبا
اسماعیل یاکوبا گاربا (زاده ۲۷ آوریل ۱۹۹۳) تکواندوکار اهل کشور نیجر است.
او دارنده مدال نقره دسته ۶۸ کیلوگرم تکواندو مردان در مسابقات تکواندو قهرمانی آفریقا ۲۰۱۸ است.
وی همچنین، قهرمان دسته ۶۸ کیلوگرم تکواندو مردان در بازی‌های آفریقایی ۲۰۱۹ در شهر رباط مراکش، شده‌است.